# Кордова (Мериленд)
Кордоба (енгл. Cordova) насељено је место без административног статуса у америчкој савезној држави Мериленд.

## Демографија
По попису из 2010. године број становника је 562, што је 30 (-5,1%) становника мање него 2000. године.
| Група             | 2000.       | 2010.       |
| Белци             | 522 (88,2%) | 509 (90,6%) |
| Афроамериканци    | 58 (9,8%)   | 37 (6,6%)   |
| Азијати           | 0 (0,0%)    | 1 (0,2%)    |
| Хиспаноамериканци | 10 (1,7%)   | 7 (1,2%)    |
| Укупно            | 592         | 562         |